# И́
И́ (minúscula: и́; cursiva: И́ и́) es una letra del alfabeto cirílico. Su forma está derivada de la letra cirílica И (И и И и).

## Uso
⟨И́⟩ es usada principalmente en las lenguas eslavas orientales como variantes acentuadas de ⟨и⟩, como en las palabras rusas ви́ски ('whisky'), виски́ ('templos'), пироги́ ('tartas'), and пи́сать ('orinar').
Los acentos son fundamentales y utilizados en algunos libros especiales como diccionarios o libros de texto para extranjeros, cuando el acento es muy imprevisible en todas estas lenguas. Aun así, en textos generales, los acentos son raramente utilizados, principalmente para impedir ambigüedad o para mostrar la pronunciación de palabras extranjeras.
⟨И́⟩ y otras vocales acentuadas se necesitan en estos idiomas para cambiar el significado y pronunciación de las palabras.

## Letras relacionadas y otros caracteres similares
- И и : letra cirílica И
- Ѝ ѝ : letra cirílica И con acento grave
- Й й : letra cirílica И corta
- І і : La letra cirílica I decimal
- Ї ї : Letra cirílica yi
- I i : letra latina I
- Í í : Letra latina I con acento agudo - una letra utilizada en el checo, feroés, húngaro, islandés, y de eslovaco

## Códigos de computación
Siendo una letra relativamente reciente, no está presente en ninguna codificación legada de los 8-bits cirílica, la letra И́ no es representada directamente por un carácter precompuesto en Unicode; por lo que tiene que componerse como И+◌́ (U+0301).
| Carácter                           | И                          | И                          | и                          | и                          | ́                            | ́                            |
| ---------------------------------- | -------------------------- | -------------------------- | -------------------------- | -------------------------- | --------------------------- | --------------------------- |
| Nombre unicode                     | LETRA MAYÚSCULA CIRILICA I | LETRA MAYÚSCULA CIRILICA I | LETRA MINÚSCULA CIRÍLICA I | LETRA MINÚSCULA CIRÍLICA I | COMBINACIÓN DE ACENTO AGUDO | COMBINACIÓN DE ACENTO AGUDO |
| Codificaciones                     | Decimal                    | hex                        | dec                        | hex                        | dec                         | hex                         |
| Unicode                            | 1048                       | U+0418                     | 1080                       | U+0438                     | 769                         | U+0301                      |
| UTF-8                              | 208 152                    | D0 98                      | 208 184                    | D0 B8                      | 204 129                     | CC 81                       |
| Referencia de caracteres numéricos | &#1048;                    | #x418;                     | #1080;                     | &#x438;                    | &#769;                      | &#x301;                     |